# Liste des divisions et brigades françaises depuis les années 1960
Cet article donne la liste des divisions et des brigades de l'Armée de terre française depuis 1960.
Au cours des diverses réorganisations de l'Armée de terre, il est fréquent qu'une division soit redimensionnée et transformée en brigade ou inversement. Les changements de dénomination sont également courants. Une unité peut aussi être dissoute puis être recréée quelques années plus tard.

## En activité

### Divisions
| Unité        | Anciennes dénominations | Fait partie de |
| ------------ | --- | --- |
| 1re division | 1re division (1960-1978) 1re division blindée (1978-1999) 1re brigade mécanisée (1999-2015)                                    | 2e corps (1960-1984) 1er corps (1984-1990) 2e corps (1990-1993) Corps européen (1993-1999) Commandement de la force et des opérations terrestres (depuis 1999) |
| 3e division  | 3e division (1960-1978) 3e division blindée (1978-1991) 3e brigade mécanisée (1999-2014) 3e brigade légère blindée (2014-2016) | 2e corps (1960-1991) Commandement de la force et des opérations terrestres (depuis 1999)                                                                       |

### Commandements du niveau divisionnaire
| Unité                                                           | Anciennes dénominations | Fait partie de                                                                                                 |
| --------------------------------------------------------------- | --- | --- |
| Commandement des actions spéciales terre                        | Groupement spécial autonome (1997-2002) Brigade des forces spéciales terre (2002-2016) Commandement des forces spéciales terre (2016-2023) | État-major de l'Armée de terre (1997-2023) Commandement de la force et des opérations terrestres (depuis 2023) |
| Commandement des actions dans la profondeur et du renseignement | Commandement du renseignement (2016-2024)                                                                                                  | Commandement de la force et des opérations terrestres                                                          |
| Commandement de l'appui terrestre numérique et cyber            | Commandement des systèmes d'information et de communication (2016-2024)                                                                    | Commandement de la force et des opérations terrestres                                                          |
| Commandement de l'appui et de la logistique de théâtre          | 1er commandement logistique (1972-1998) Commandement de la logistique (2016-2024)                                                          | État-major de l'Armée de terre (1972-1998) Commandement de la force et des opérations terrestres (depuis 2016) |
| Commandement de l'entrainement au combat interarmes             | Commandement de l'entrainement et des écoles du combat interarmes (2018-2024) Héritier de la 12e division légère blindée école             | Commandement de la force et des opérations terrestres                                                          |

### Autres commandements et services
| Unité                                                 | Anciennes dénominations                       | Fait partie de                                                                      |
| ----------------------------------------------------- | --------------------------------------------- | ----------------------------------------------------------------------------------- |
| Commandement de la Légion étrangère                   | Groupement de la Légion étrangère (1972-1984) | État-major de l'Armée de terre                                                      |
| Commandement de l'Aviation légère de l'Armée de terre |                                               | État-major de l'Armée de terre                                                      |
| Service de la maintenance industrielle terrestre      |                                               | Structure intégrée du maintien en condition opérationnelle des matériels terrestres |

### Brigades
| Unité                                          | Anciennes dénominations                                                                                                | Fait partie de |
| ---------------------------------------------- | --- | --- |
| 2e brigade blindée                             | 2e brigade blindée (1960-1967) 2e brigade (1967-1968) 2e brigade mécanisée (1968-1979) 2e division blindée (1979-1999) | 8e division (1962-1975) 1re région militaire (1975-1979) 3e corps (1979-1998) Commandement des forces terrestres (1998-2016) 3e division (depuis 2016) |
| 4e brigade d'aérocombat                        | brigade aéromobile expérimentale (1983-1985) 4e division aéromobile (1985-1999) 4e brigade aéromobile (1999-2010)      | État-major de l'Armée de terre (1983-1985) Force d'action rapide (1985-1998) Commandement des forces terrestres (1998-2010) Commandement de l'Aviation légère de l'Armée de terre (2016-2024) Commandement des actions dans la profondeur et du renseignement (depuis 2024) |
| 6e brigade légère blindée                      | 6e division légère blindée (1984-1999)                                                                                 | Force d'action rapide (1984-1998) Commandement des forces terrestres (1998-2016) 3e division (depuis 2016) |
| 7e brigade blindée                             | 7e division (1962-1977) 7e division blindée (1977-1999)                                                                | 1er corps (1962-1990) 3e corps (1990-1998) Commandement des forces terrestres (1998-2016) 1re division (depuis 2016) |
| 9e brigade d'infanterie de marine              | 9e brigade (1963-1976) 9e division d'infanterie de marine (1976-1999) 9e brigade légère blindée de marine (1999-2013)  | 11e division (1963-1971) 1re armée (1971-1976) État-major de l'Armée de terre (1976-1984) Force d'action rapide (1984-1998) Commandement des forces terrestres (1998-2016) 1re division (depuis 2016)                                                                       |
| 11e brigade parachutiste                       | 11e division légère d'intervention (1961-1963) 11e division (1963-1971) 11e division parachutiste (1971-1999)          | État-major de l'Armée de terre (1963-1984) Force d'action rapide (1984-1998) Commandement des forces terrestres (1998-2016) 3e division (depuis 2016) |
| 19e brigade d'artillerie                       | | Force d'action rapide (1993-1998) Commandement des actions dans la profondeur et du renseignement (depuis 2024) |
| 27e brigade d'infanterie de montagne           | 27e brigade alpine (1963-1976) 27e division alpine (1976-1994) 27e division d'infanterie de montagne (1994-1999)       | État-major de l'Armée de terre (1963-1984) Force d'action rapide (1984-1994) 3e corps (1994-1998) Commandement des forces terrestres (1998-2016) 1re division (depuis 2016)                                                                                                 |
| brigade franco-allemande                       | | 2e corps (1989-1993) Corps européen (1993-2016) 1re division (depuis 2016) |
| Brigade de renseignement et cyber-électronique | Brigade de renseignement et de guerre électronique (1993-1998) Brigade de renseignement (1998-2016)                    | État-major de l'Armée de terre (1993-1998) Commandement des forces terrestres (1998-2016) Commandement des actions dans la profondeur et du renseignement (depuis 2024) |
| Brigade du génie                               | | 3e corps (1993-1998) Commandement des forces terrestres (1998-2010) Commandement de l'appui et de la logistique de théâtre (depuis 2024) |
| Brigade de maintenance                         | Commandement de la maintenance des forces (2016-2024)                                                                  | Commandement des forces terrestres (2016-2024) Commandement de l'appui et de la logistique de théâtre (depuis 2024) |
| Brigade logistique                             | | Commandement de l'appui et de la logistique de théâtre (depuis 2024) |
| Brigade d'appui numérique et du cyber          | | Commandement de l'appui terrestre numérique et cyber (depuis 2024) |

## Dissoutes

### Divisions
| Unité                                                       | Périodes                      | Fait partie de                                                                                            |
| ----------------------------------------------------------- | ----------------------------- | --- |
| 4e division 4e division blindée                             | 1967-1977 1977-1985           | 1er corps                                                                                                 |
| 5e brigade blindée 5e brigade mécanisée 5e division blindée | 1960-1968 1968-1978 1978-1992 | 3e division (1960-1978) 2e corps (1978-1992)                                                              |
| 6e brigade mécanisée 6e division blindée                    | 1963-1977 1977-1984           | 7e division 1er corps                                                                                     |
| 8e division 8e division d'infanterie                        | 1962-1979 1979-1993           | 1er corps (1962-1979) 3e corps (1979-1993)                                                                |
| 10e division blindée                                        | 1977-1997                     | 1er corps (1977-1984) 3e corps (1984-1997)                                                                |
| 12e division d'infanterie                                   | 1979-1984                     | 3e corps                                                                                                  |
| 12e division légère blindée école                           | 1984-1994                     | 1er corps (1984-1990) 3e corps (1990-1994)                                                                |
| 14e division d'infanterie                                   | 1976-1984                     | État-major de l'Armée de terre (1976-1979) 3e corps (1979-1984)                                           |
| 14e division légère blindée école                           | 1984-1993                     | 1er corps (en 1989)                                                                                       |
| 15e division d'infanterie                                   | 1976-1994                     | État-major de l'Armée de terre (1976-1979) 3e corps (1979-1984) 2e corps (1984-1993) 3e corps (1993-1994) |
| Division du Rhin Brigade d'Alsace                           | 1974-1993 1993-1999           | 1re armée (en 1989)                                                                                       |
| Division Daguet                                             | 1990-1991                     | Division provisoire créée au cours de la guerre du Golfe                                                  |

### Brigades
| Unité                                                                        | Périodes            | Fait partie de |
| ---------------------------------------------------------------------------- | ------------------- | --- |
| 1re brigade blindée 1re brigade mécanisée                                    | 1960-1968 1968-1978 | 1re division |
| 1re brigade parachutiste                                                     | 1971-1979           | 11e division parachutiste |
| 2e brigade parachutiste                                                      | 1971-1979           | 11e division parachutiste |
| 3e brigade blindée 3e brigade mécanisée                                      | 1960-1968 1968-1978 | 1re division |
| 4e brigade motorisée                                                         | 1967-1979           | 8e division |
| 7e brigade blindée 7e brigade mécanisée                                      | 1963-1968 1968-1977 | 7e division |
| 8e brigade mécanisée 8e brigade motorisée                                    | 1962-1968 1968-1977 | 7e division |
| 10e brigade mécanisée                                                        | 1963-1977           | 8e division (1963-1967) 4e division (1967-1977)                                                                                            |
| 11e brigade mécanisée 11e brigade motorisée                                  | 1960-1968 1968-1978 | 1re division |
| 12e brigade mécanisée                                                        | 1960-1978           | 3e division |
| 13e brigade mécanisée 13e brigade motorisée                                  | 1960-1968 1968-1977 | 3e division |
| 14e brigade mécanisée                                                        | 1963-1979           | 8e division |
| 15e brigade motorisée                                                        | 1967-1977           | 4e division |
| 16e brigade mécanisée                                                        | 1968-1977           | 4e division |
| 17e brigade alpine                                                           | 1969-1976           | État-major de l'Armée de terre |
| 20e brigade aéroportée                                                       | 1963-1971           | 11e division |
| 25e brigade aéroportée                                                       | 1963-1971           | 11e division |
| Brigade logistique du 1er corps                                              |                     | 1er corps |
| Brigade logistique du 2e corps                                               |                     | 2e corps |
| Brigade logistique du 3e corps 2e brigade logistique                         | 1979-1998 1998-2009 | 3e corps (1979-1998) Commandement de la force logistique terrestre (1998-2009)                                                             |
| 31e brigade                                                                  | 1981-1984           | État-major de l'Armée de terre |
| Brigade logistique de la force d'action rapide 1re brigade logistique        | 1984-1998 1998-2016 | Force d'action rapide (1984-1998) Commandement de la force logistique terrestre (1998-2009) Commandement des forces terrestres (2009-2016) |
| Brigade Hadès                                                                | 1991-1997           | État-major de l'Armée de terre |
| 3e brigade d'artillerie Brigade d'artillerie                                 | 1994-1998 1998-2010 | 3e corps (1994-1998) Commandement des forces terrestres (1998-2010)                                                                        |
| Brigade de transmissions Brigade de transmissions et d'appui au commandement | 1994-2002 2002-2016 | 3e corps (1994-1998) Commandement des forces terrestres (1998-2016)                                                                        |
| 3e brigade aéromobile                                                        | 1995-1997           | 3e corps |